# Cotton Club (pel·lícula)
|  | Aquest article tracta sobre la pel·lícula "Cotton Club". Si cerqueu el club de Nova York, vegeu «Cotton Club». |

Cotton Club (títol original en anglès, The Cotton Club) és una pel·lícula musical estatunidenca dirigida per Francis Ford Coppola. Els protagonistes són Richard Gere, Gregory Hines, Diane Lane, i Lonette McKee. Fou estrenada el 1984 i en català, la versió a TV3, es va emetre el 24 de desembre de 2016. La banda sonora és de John Barry; el 1986 l'àlbum de música va guanyar el premi Grammy per al millor àlbum de grans grups de jazz.

## Argument
El 1919, la prohibició ha engendrat una ona de violència que s'ha desfermat als Estats Units. A Nova York, al cabaret Cotton Club, la púrria, els polítics i les estrelles del moment tasten els plaers prohibits. Un trompetista blanc i un ballarí negre són portats en una tempesta on l'amor i l'ambició es burlen al ritme de les claquetes, del jazz... i metralletes.

## Repartiment
- Richard Gere: Dixie Dwyer
- Gregory Hines: Sandman Williams
- Diane Lane: Vera Cicero
- Lonette McKee: Lila Rose Oliver
- Bob Hoskins: Owney Madden
- James Remar: Dutch Schultz
- Nicolas Cage: Vincent Dwyer
- Allen Garfield: Abbadabba Berman
- Fred Gwynne: Frenchy Demange
- Gwen Verdon: Tish Dwyer
- Lisa Jane Persky: Frances Flegenheimer
- Maurice Hines: Clay Williams
- Julian Beck: Sol Weinstein
- Novella Nelson: Madame St. Clair
- Laurence Fishburne: Bumpy Rhodes
- Robert Earl Jones: Joe

## Producció
Robert Evans va ser el productor original de la pel·lícula i també va voler dirigir-la. Pretenia convertir l'obra The Cotton Club de James Haskins en un historia gràfica sobre el night club. Evans finalment va decidir que no volia dirigir la pel·lícula i ho va demanar a Coppola en el darrer moment. Richard Sylbert va dir a Evans que no contractés Coppola perquè "estava ressentit d'estar dins el negoci comercial, narratiu i cinematogràfic de Hollywood". Coppola va dir que tenia cartes de Sylbert on li demanava que fes la pel·lícula perquè Evans estava boig. Coppola va acceptar l'encàrrec com a guionista i després director perquè necessitava els diners.

## Premis i nominacions

### Premis
- 1986: Millor vestuari als BAFTA

### Nominacions
1985
- Oscar a la millor direcció artística per Richard Sylbert i George Gaines
- Oscar al millor muntatge per Barry Malkin i Robert Q. Lovet
- Globus d'Or al millor director
- Premi Razzie (per Diane Lane)